# Sozialistische Partei Indonesiens

Logo der PSI

Die Sozialistische Partei Indonesiens (indonesisch Partai Sosialis Indonesia, PSI) ist eine ehemalige Partei in der Republik Indonesien.
Sie wurde am 13. Februar 1948 gegründet und bestand bis 1960, als sie durch Präsident Sukarno verboten wurde.